# Капитан Нуль (фильм)
«Капитан Нуль» (латыш. Kapteinis Nulle), СССР, 1964 — художественный фильм, производственная драма. Фильм снят по одноимённой повести Эгонса Ливса.

## Сюжет
Валдис Нуль — молодой, амбициозный капитан рыболовецкого траулера «Дзинтарс». У него свой, современный взгляд на методику лова, но пути́на диктует свои условия. Руководство колхоза под напором сложившихся обстоятельств вынуждено включить в состав экипажа бывшего капитана Баузе, тихого пьяницу Юхана и других, не менее сомнительных работников. То, что недостаёт капитану — наличие опыта и сноровки — в избытке у навязанных ему рыбаков.

Кадр из фильма

## В ролях
- Эдуард Павулс — капитан Валдис Нуль
- Карлис Себрис — Юхан
- Аусма Кантане — Сабина
- Гунар Цилинский — Имант
- Артур Димитерс — Баузе
- Эвалдс Валтерс — Дундур
- Рудольф Крейцумс — рыбак
- Эгонс Бесерис — Ука
- Алфонс Калпакс — Орканс Енькис
- Вальдемар Зандберг — председатель колхоза
- Альфред Видениекс — Глуда
- Луйс Шмитс — Тетерис
- Гунар Плаценс[латыш.] — кок Лакстигала
- Херберт Зоммер[латыш.] — начальник экспедиции
- Эдгар Муцениекс — Айнис
- Эдуард Чаксте — Чурксте

## Критические отзывы
Фильм получил негативные отзывы критики с точки зрения господствующей на тот период социалистической идеологии: 

Жанровая чересполосица в сценариях, стремление к постановке многих проблем при неумении связать их в единый конфликт приводили и приводят к серьёзным просчётам и мастеров более требовательных и взыскательных к себе. Режиссёр Л. Лейманис в картине «Капитан Нуль» (1964) снимал каждый эпизод, тщательно осмысливая мельчайшие его детали. В фильме много эффектных кадров (оператор М. Звирбулис), четко выстроенных мизансцен; актёрское исполнение несколько утрировано для кинематографа, оно близко к театральному, что активно противоречит началу фильма, снятому в манере документального кино. После несколько затянутого вступления следует яркий драматически сильный эпизод первой встречи Нуля (Э. Павулс) со своей командой. Капитан молод, полон задора, корабль оснащен новейшей техникой, а команда — группа недисциплинированных, разболтанных матросов. Л. Лейманис мог бы ограничиться главным, обратив все своё внимание на процесс перевоспитания людей. Но затем появился ещё один конфликт. На траулере оказалась девушка — инженер Сабина. Она, вопреки желанию большинства членов команды, хочет испытать изобретённую ею сеть. После ряда безуспешных попыток (их могло быть больше или меньше, от этого ничего не изменилось бы) все кончается благополучно. И выясняется также, что Сабина и капитан Нуль любят друг друга. Почему Л. Лейманис, одаренный режиссёр и драматург, не разработал основной конфликт, а все свои усилия обратил на надуманные ситуации и трафаретно решённую любовную историю? Это ослабляет звучание большой, важной темы. Ослабляет из-за рассредоточенности авторской мысли, из-за желания сказать многое при отсутствии должного внимания к тому главному, без чего драматургия теряет связующие звенья.— «Кино Советской Латвии»

## Съёмочная группа
- Автор сценария: Эгонс Ливс
- Режиссёр-постановщик: Леонид Лейманис
- Оператор-постановщик: Микс Звирбулис
- Художники-постановщики: Виктор Шильдкнехт, Герберт Ликумс
- Композитор: Индулис Калныньш
- Звукорежиссёр: Глеб Коротеев

## Награды
- Эдуард Павулс награждён дипломом Кинофестиваля республик Прибалтики, Белоруссии и Молдавии (1965) за лучшее исполнение мужской роли.